# Valkumej
Valkumej (ryska: Валькумей) var en ort i den autonoma regionen Tjuktjien i Ryssland. Folkmängden uppgick till 3 906 invånare vid folkräkningen 1989. Orten avfolkades under 1990-talet och hade inga registrerade invånare vid folkräkningen 2002.

## Historia
Valkumej grundades 1941, när gruvbrytning påbörjades i området. Tennmalm i form av kasserit bröts. Arbetet utfördes nästan enbart av lägerfångar i gulag. Ytterligare gruvor öppnades kort därefter i Pevek och Jultin och Valkumej blev ett centrum för brytningen.
1989 hade orten växt till nästan 4 000 invånare. Gruvdriften las ner 1998 och då flyttades befolkningen till Pevek, som ligger några kilometer västerut längs kusten.